# Beierolpium novaguineense
Beierolpium novaguineense es una especie de Arachnida del género Beierolpium, de la familia Olpiidae, del orden Pseudoscorpiones.

## Distribución
Esta especie se encuentra en Indonesia, Nueva Guinea Occidental, Papúa Nueva Guinea y las Islas Salomón.

## Taxonomía
B. novaguineense fue descrita científicamente por Max Beier en 1935. Esta especie fue descrita bajo el protónimo Xenolpium novaguineense por Beier en 1935. Beier la colocó en el género Calocheiridius en 1982 y puesta luego en el género Beierolpium por la aracnóloga francesa Jacqueline Heurtault en 1982.
El nombre de su especie, compuesto por novaguine[a] y el sufijo latino -ensis, "que vive en, que habita", se le dio en referencia al lugar de su descubrimiento, la isla de Nueva Guinea.
Tratamiento taxonómico
La especie aparece registrada y publicada en Annals and Magazine of Natural History, sér. 10, vol. 15, p. 484-489.